# Attentati di Madrid dell'11 marzo 2004
Gli attentati di Madrid dell'11 marzo 2004, anche conosciuti come 11-M, furono una serie di attacchi terroristici di matrice islamica sferrati nella capitale spagnola a diversi treni locali, provocando 192 morti (di cui 177 nell'immediatezza degli attentati) e 2.057 feriti. Sono considerati i più gravi attacchi alla popolazione civile dopo la seconda guerra mondiale, insieme agli attentati di Parigi del 13 novembre 2015, allʼinterno dei confini dell'Unione europea.

## Descrizione degli attentati
Tutti gli orari sono indicati nell'ora locale spagnola (UTC/GMT+1) se non diversamente indicato.
La mattina di giovedì 11 marzo 2004, tre giorni prima delle elezioni generali, dieci zaini riempiti con esplosivo (probabilmente Goma-2 ECO) furono fatti esplodere in quattro treni regionali di Madrid, in quattro stazioni differenti. Le esplosioni avvennero nell'ora di punta, fra le 7:36 e le 7:40 nelle stazioni madrilene di Atocha (3 bombe), El Pozo (2 bombe), Santa Eugenia (1 bomba) e in un quarto treno che si trovava nei pressi di via Téllez (4 bombe), sui binari che portano ad Atocha provenendo da sud.
Le forze di polizia trovarono altri due dispositivi inesplosi. Entrambi furono fatti esplodere immediatamente dagli artificieri per motivi di sicurezza. Un'ulteriore borsa con 500 grammi di esplosivo, mitraglia, detonatore e temporizzatore basato su un telefono mobile modificato fu ritrovata inesplosa tra gli oggetti e bagagli raccolti sui luoghi degli attentati, e trasportati a un commissariato e successivamente in un centro fieristico (IFEMA) insieme con le vittime. Quest'ultimo artefatto (che sarebbe stato inizialmente posto nel treno di Vallecas) condurrà rapidamente alle prime ipotesi certe e ai primi arresti il 13 marzo.

## Cronologia (11 marzo, dalle 6:45 alle 7:42)
- 6:45: il treno 17305 parte dalla stazione di Guadalajara con destinazione la stazione di Chamartín.
- 7:00: il treno 21431 parte dalla stazione di Alcalá de Henares con destinazione la stazione di Alcobendas.
- 7:10: il treno 21435 parte dalla stazione di Alcalá de Henares con destinazione la stazione di Alcobendas.
- 7:15: il treno 21713 parte dalla stazione di Alcalá de Henares con destinazione la stazione di Príncipe Pío.
- 7:39: tre bombe esplodono sul treno 21431 nel binario 2 all'interno della stazione di Atocha. Pochi secondi dopo, quattro bombe esplodono sul treno 17305 vicino a via Téllez, 500 metri prima di entrare nella stazione di Atocha.
- 7:41: due bombe esplodono sul treno 21435 nella stazione di El Pozo.
- 7:42: una bomba esplode nel treno 21713 alla stazione di Santa Eugenia.

## Le vittime

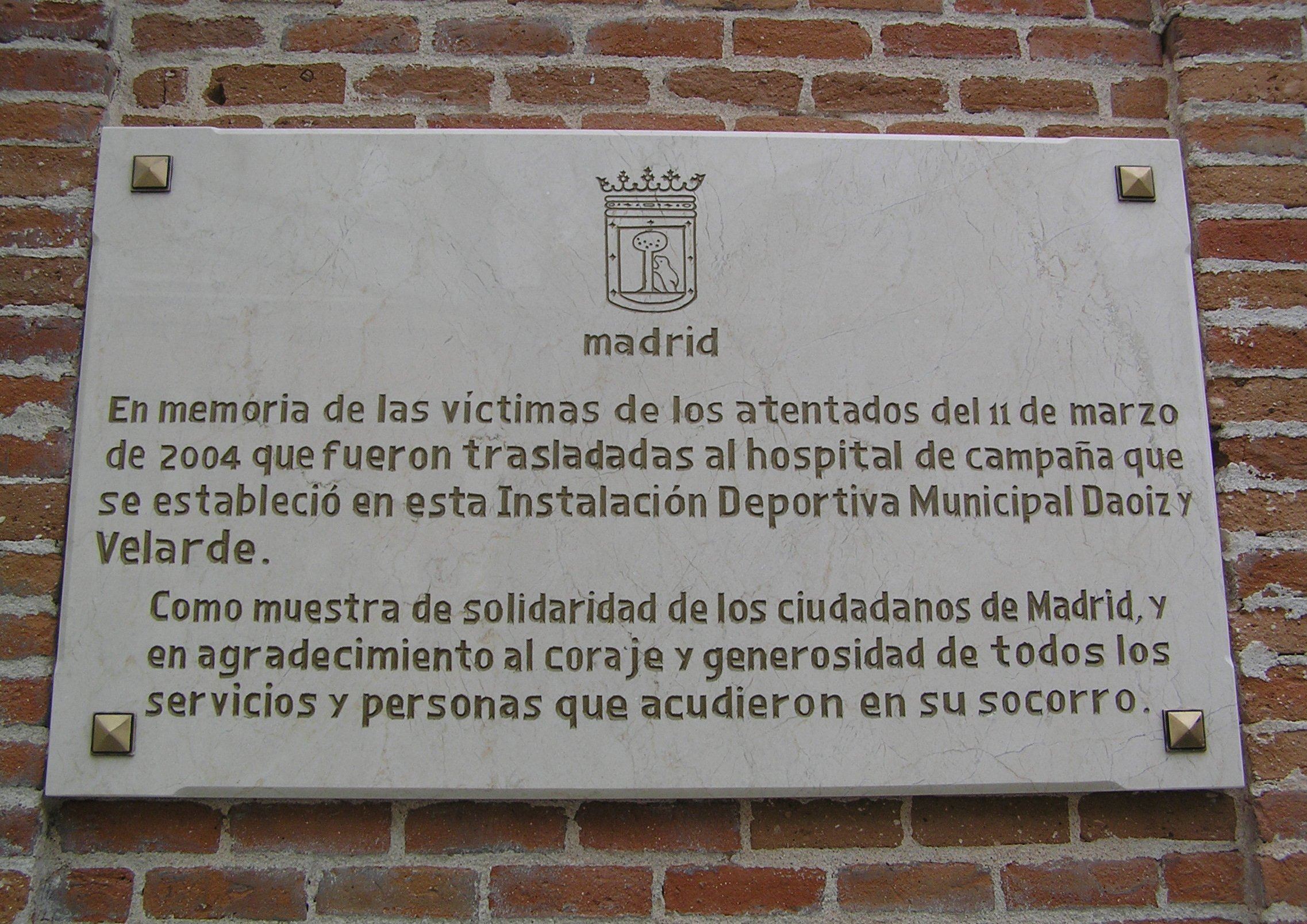
Lapide in memoria delle vittime posta nella struttura sportiva Daoiz y Velarde

Il numero ufficiale delle vittime è di 192 (alcuni alzano il numero a 193 perché una di esse era una donna incinta) e di 2.057 feriti, per cui l'attentato diventava il primo per numero di feriti e secondo per vittime mortali, nella lista dei peggior attacchi sofferti in Europa in tempi di pace dopo l'attentato di Lockerbie, che causò la perdita di un aereo della Pan Am e la morte di tutti i passeggeri e membri dell'equipaggio il 21 dicembre 1988. Il numero di 202 morti che venne indicato in un primo momento fu poi ridotto dopo una più accurata identificazione di alcuni resti.
I feriti furono trasportati negli ospedali di Madrid. Il numero delle persone colpite fu così grande che fu necessario installare un ospedale da campo nella struttura sportiva Daoiz y Velarde, nelle vicinanze di via Téllez, per fornire i primi aiuti e pianificare il trasporto in ospedale.
Il numero definitivo dei morti è comunque calcolato in 191, oltre a due feti rispettivamente di tre e otto mesi di gestazione. Nel computo è stato infatti considerato anche un bambino deceduto il 10 maggio a quarantotto ore dalla nascita: la morte fu causata dalle ferite subite dalla madre nell'attentato.
In alcuni conteggi si riferisce il numero di 192 vittime, calcolando tra le vittime anche l'agente intervenuto a Leganes, e morto con i suicidi. 
| Nazionalità     | Morti |
| --------------- | ----- |
| Spagna          | 143   |
| Romania         | 16    |
| Ecuador         | 6     |
| Polonia         | 4     |
| Bulgaria        | 4     |
| Perù            | 3     |
| Rep. Dominicana | 2     |
| Colombia        | 2     |
| Marocco         | 2     |
| Ucraina         | 2     |
| Honduras        | 2     |
| Senegal         | 1     |
| Cuba            | 1     |
| Cile            | 1     |
| Brasile         | 1     |
| Francia         | 1     |
| Filippine       | 1     |
| Totale          | 192   |

## Ripercussioni politiche e sociali

### Risvolti politici
In seguito agli attentati si scatenò un forte contrasto tra il Partido Popular (PP) e il Partido Socialista Obrero Español (PSOE) a proposito di chi fosse l'autore degli stessi, se l'ETA, organizzazione indipendentista basca solita nell'usare spesso metodi terroristici (ad esempio per l'attentato del 1987 all'Hipercor di Barcellona) oppure al-Qāʿida, gruppo islamista già colpevole di sanguinosi attentati. I due partiti si accusarono a vicenda di utilizzare scorrettamente la situazione con fini elettorali, date le imminenti elezioni generali che si sarebbero svolte tre giorni dopo gli attentati, il 14 marzo 2004.
In questo clima di tensione si organizzarono manifestazioni ufficiali e di larga partecipazione popolare di rifiuto del terrorismo, ma anche manifestazioni davanti alle sedi del partito di governo, il PP, nelle ore precedenti le elezioni e nello stesso giorno delle votazioni. A tutt'oggi non sono apparse prove contrarie all'origine islamista dell'attentato, anche se nelle indagini sugli esplosivi utilizzati e sulla preparazione degli attentati, sono comparsi diversi delinquenti spagnoli e perfino confidenti della polizia, che potrebbero avere avuto collegamenti con entrambi i gruppi terroristi. Su questa ipotesi, totalmente confutata dal nuovo governo del PSOE, il PP ha costruito una campagna di propaganda tesa a porre in discussione il risultato elettorale sfavorevole, in quanto frutto della presunta manipolazione degli elettori svolta del PSOE nei giorni successivi agli attentati.

### Le prime ipotesi sulle responsabilità (11-14 marzo)
Nelle giornate precedenti l'attentato le forze di polizia spagnole erano in uno stato di massima allerta per un possibile attentato del gruppo terroristico ETA in occasione della campagna elettorale e le operazioni di polizia del periodo precedente corroboravano tali timori. La mattina dell'attentato il governo, i partiti politici e tutti i mezzi di comunicazione, sospettarono e attribuirono le responsabilità all'ETA, anche se gli attentati differivano in un punto importante da quanto questa organizzazione aveva normalmente fatto negli ultimi anni: preavvertire della presenza di bombe per evitare vittime civili. Solo Arnaldo Otegi, dirigente politico di Batasuna, partito politico reso illegale per la sua stretta relazione con ETA, negò con forza la possibilità di una partecipazione dell'ETA all'attentato, dichiarazione che fu usata per rafforzare l'ipotesi ETA.
Subito dopo gli attentati il presidente del governo spagnolo del PP, José María Aznar attribuì pubblicamente a ETA la responsabilità dei tragici eventi. Numerosi corrispondenti stranieri ricevettero telefonate dal Governo che indicavano come responsabile l'organizzazione terroristica basca, per "permettere di confutare qualunque dubbio che si potesse generare nelle parti interessate". Il Ministero degli Esteri istruì tramite fax le ambasciate spagnole nel mondo in modo che confermassero le responsabilità dell'ETA. La diplomazia spagnola riuscì perfino a far sostenere dal Consiglio di Sicurezza delle Nazioni Unite la responsabilità del gruppo terrorista basco nella sua risoluzione 1530 dell'11 marzo.
Nonostante ciò, il giorno stesso degli attentati vennero alla luce degli indizi che contraddicevano la versione del governo, accreditando l'ipotesi di una responsabilità di gruppi fondamentalisti islamici. Alcuni mezzi di comunicazione stranieri diedero risalto a queste ipotesi e avanzarono una serie di critiche al governo per il fatto di non riconoscere apertamente che si trattasse di un attentato di radice islamica e mantenere l'ipotesi ETA. Queste critiche diedero inizio a una polemica sulle effettive responsabilità e le relative implicazioni elettorali. Il sabato incominciarono una serie di arresti che avrebbero condotto allo smantellamento della cellula terroristica.
Il governo decise allora di intensificare i suoi messaggi per rinforzare l'ipotesi che ETA fosse l'autore, forse anche per evitare un forte impatto sui suoi risultati elettorali. Le televisioni pubbliche (nazionali e regionali) controllate dal PP trasmisero video e film sulle vittime dell'ETA, nonostante le proteste di varie associazioni di vittime del terrorismo. Finalmente il sabato cominciarono a succedersi gli arresti che avrebbero condotto alla disarticolazione della cellula terrorista.

#### La tesi della responsabilità dell'ETA
Le ragioni addotte a sostegno della tesi di una responsabilità dell'organizzazione terroristica basca sono le seguenti:
- La lunga storia terroristica dell'ETA in Spagna.
- L'intenzione dell'ETA di commettere un grande attentato a Madrid. Il 24 dicembre 2003, meno di tre mesi prima degli attentati, la Polizia Nazionale aveva arrestato due membri dell'ETA che volevano commettere un attentato con due valigie-bomba nella stazione madrilena di Chamartin (nel nord di Madrid, dal lato opposto rispetto ad Atocha). Il Ministro degli interni omise tuttavia di dire che l'investigazione della polizia aveva rivelato che ETA aveva previsto di avvisare (come suole fare negli attentati a luoghi pubblici negli ultimi anni) e di mettere le bombe nel vagone per il trasporto di valigie, cioè come altre volte, di fare dunque un attentato "rumoroso" ma non mortale. Il 28 febbraio 2004 erano stati intercettati due convogli dell'ETA contenenti esplosivo che viaggiavano verso Madrid. Anche in questo caso gli oppositori alla tesi ETA fanno notare che nel furgone c'era sì esplosivo, ma anche una mappa di una zona industriale dell'est di Madrid, cosa che indica l'intenzione di organizzare un attentato a una qualche infrastruttura industriale, e dunque non contro la popolazione civile. Altre affermazioni del ministro degli interni del PP, Acebes, sulla disponibilità di 12 valigie-bomba in Baqueira-Beret (stazione sciistica dei Pirenei) e sull'intenzione dell'ETA di fare attentati contro la popolazione risultarono frutto di dichiarazioni di un detenuto dell'ETA, poi non confermate dalla polizia.
- I materiali usati negli attentati: auto rubate, esplosivo. Inizialmente, venne divulgata la notizia che gli esplosivi utilizzati nell'attentato erano composti da titadine, abitualmente utilizzato dall'ETA; più tardi si verificò che questo dato era scorretto, trattandosi di plastico Goma-2 Eco, cioè effettivamente della stessa classe di esplosivi (dinamite) ma non dello stesso tipo. Anche i detonatori si dimostrarono poi di tipo diverso da quelli usati dall'ETA.
- La distribuzione a San Sebastián, il 10 marzo, di volantini nei quali si istigava al boicottaggio delle ferrovie spagnole (RENFE).
- L'assenza di terroristi suicidi nei treni, che al-Qāʿida usa abitualmente (nei casi dello Yemen, New York, Casablanca, Iraq o, posteriormente, a Londra e in Giordania). Anche se una rete radiofonica vicina al PSOE, Cadena SER, diede notizia di voci sulla presenza di terroristi suicidi, questa affermazione si dimostrò poi infondata. Infatti si era basata nel ritrovamento di una colonna vertebrale il cui stato faceva ritenere una gran vicinanza all'esplosivo. In seguito l'analisi del DNA dimostrava che tale reperto apparteneva a una sfortunata vittima che si era trovata evidentemente e casualmente in contatto con una borsa di esplosivo.

#### La tesi della responsabilità islamica
Le ragioni addotte a sostegno della tesi di una responsabilità del terrorismo islamico sono le seguenti:

##### Gli indizi
- La mancanza di preavviso. Negli anni precedenti agli attentati, ETA aveva sempre dato un preavviso prima dei suoi attacchi. Prima dei fatti dell'11 marzo non ci fu nessun preavviso.
- L'alto numero di vittime. L'attentato mirava a ottenere il maggior numero di vittime attraverso l'uso di azioni multiple e coordinate, in buon accordo con il modus operandi dei gruppi estremisti islamici che avevano agito in precedenza in Europa, Turchia e a Casablanca. Inoltre, era dal tempo dell'attentato al centro commerciale Hipercor nel 1987, che aveva prodotto un forte malcontento alla base, che ETA non commetteva un attacco massiccio contro i cittadini. Sembrava improbabile che il ritorno ad attacchi indiscriminati invece che selettivi potesse risultare utile all'ETA.
- La debolezza logistica di ETA. Secondo i rapporti di polizia esistenti ETA non sarebbe stata in grado di organizzare un'azione di tale portata. I gruppi itineranti tipici dell'ETA erano costituiti al massimo da quattro operativi, mentre l'entità degli attentati di Madrid ne avrebbe richiesto almeno il doppio. Il risultato delle indagini preliminari del giudice Del Olmo avrebbe confermato la presenza di 10-12 attentatori, inclusi i 7 poi suicidi di Leganes.
- I precedenti di Madrid e Casablanca. In passato si erano già verificate due azioni terroristiche contro interessi spagnoli: la prima, rivendicata dal jihād islamico, il 12 aprile 1985 nel ristorante El Descanso di Madrid, che causò 18 morti e un centinaio di feriti; la seconda il 16 maggio 2003 nella quale un gruppo di terroristi suicidi marocchini colpì, oltre ad altri obiettivi, il ristorante La Casa de España a Casablanca. La maggior parte degli analisti considera che gli attentati di Casablanca erano un avviso al governo spagnolo e ad altri paesi perché ritirassero l'appoggio agli Stati Uniti.
- Le minacce di al-Qāʿida alla Spagna e la guerra in Iraq. La Spagna sarebbe potuta entrare nella lista nera degli obiettivi prioritari di al-Qāʿida dal tempo dello smantellamento di una cellula spagnola della rete terrorista, diretta da 'Imad al-Din Barakat Yarkas, legata agli attentati dell'11 settembre 2001. Successivamente il governo spagnolo appoggiò la guerra in Iraq (appoggio enunciato e pubblicizzato nel vertice delle Azzorre) e partecipò all'occupazione militare guidata dagli Stati Uniti. Un video di Bin Laden minacciava il 18 ottobre 2003 i paesi alleati degli Stati Uniti, e le informazioni di polizia disponibili indicano che la preparazione degli attentati partì dopo l'emissione del video.
- I precedenti di Parigi negli anni novanta. Negli anni novanta il GIA algerino organizzò mortiferi attentati senza scrupoli contro i treni regionali parigini.
- La data simbolica. Gli attacchi avvennero due anni e mezzo (911 giorni) dopo gli attentati dell'11 settembre 2001, seguendo il modello di molti gruppi terroristici che scelgono di attaccare in giorni particolarmente significativi.
- La mancanza di rivendicazione immediata. È tipico dei terroristi islamici, al contrario di ETA, il non rivendicare gli attentati per aumentare il terrore.
- Le bombe multiple. I terroristi islamici, anche prima di Madrid e Londra, hanno utilizzato spesso esplosioni multiple negli attentati a Istanbul, Bali e anche l'11 settembre negli USA.
- Le targhe. L'ETA di solito falsifica le targhe delle auto e furgoni rubati. In questo caso le auto implicate non avevano targhe false.

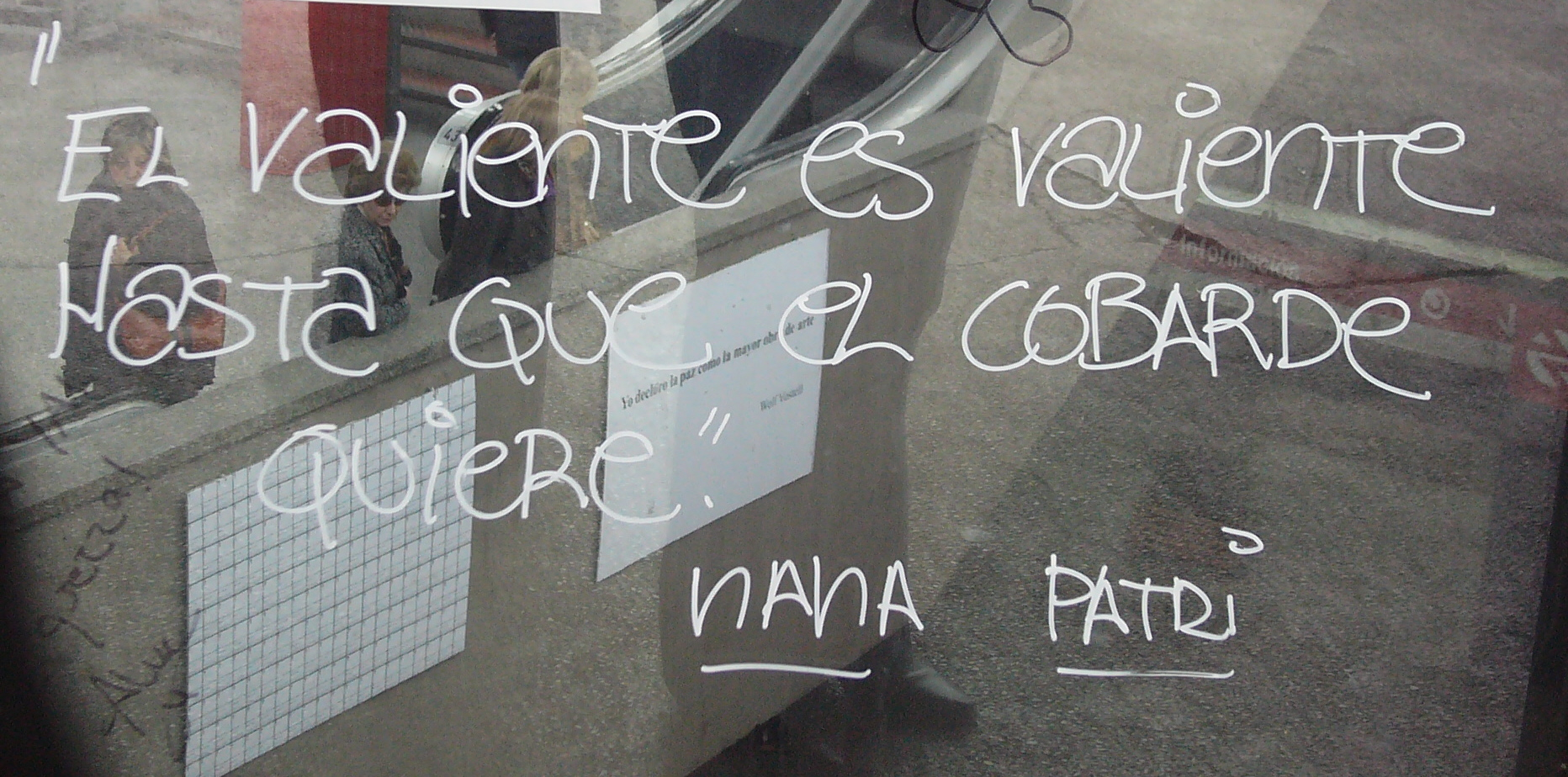
Il coraggioso è coraggioso finché il codardo lo vuole

##### Le prove
- La smentita di ETA e Batasuna. La sinistra nazionalista basca, per mezzo di Arnaldo Otegi (dirigente del partito politico Batasuna, reso illegale per i suoi legami con l'ETA) condannò il "massacro" e si distanziò subito dagli attentati, negando una eventuale implicazione di ETA, per mezzo della radio e in conferenza stampa. Otegi suggerì l'ipotesi che i colpevoli fossero terroristi islamici di al-Qāʿida, forse come risposta all'appoggio spagnolo all'invasione dell'Iraq. La prima reazione del governo fu di rifiutare questa interpretazione, considerandola solo un tentativo di depistare le indagini. ETA dichiarò in due occasioni, prima e dopo le elezioni del 14 marzo, che non era opera sua. La Audiencia Nacional, i servizi segreti (Centro Nacional de Inteligencia) e la polizia dichiararono che era poco probabile che si trattasse di ETA.
- Il nastro in arabo. Durante la notte dell'11 marzo furono ritrovati in un furgoncino parcheggiato nella città di Alcalá de Henares, da dove provenivano tre dei quattro treni, un nastro magnetico in lingua araba con versetti del Corano assieme a dei detonatori rubati da poco. Il nastro conteneva versetti usati dai terroristi islamici per farsi coraggio prima di entrare in azione, o addirittura, secondo indicazioni del CNI, costituiva una vera e propria rivendicazione degli attentati con l'intenzione di chiarire chi fossero gli autori.
- La rivendicazione islamista. Il quotidiano al-Quds al-ʿArabi[2] ricevette quella stessa notte presso la sua sede di Londra una lettera di rivendicazione. La lettera affermava che la Brigata Abu Hafs al-Masri, a nome di al-Qāʿida, la rete terroristica di Osama bin Laden, era responsabile degli attentati di Madrid, attuati come regolamento di conti con la Spagna, accusata di complicità con gli Stati Uniti e la Gran Bretagna in una crociata contro l'Islam.
- L'esplosivo e i detonatori. Alle ore 14 del 12 marzo, il Ministero degli Interni fornì una serie di dettagli sui detonatori e sul tipo di esplosivo utilizzato che parevano indirizzare i sospetti nei confronti di un gruppo islamico, essendo completamente differenti da quelli utilizzati dall'ETA negli anni precedenti.
- L'arresto dei primi sospetti. Il 13 marzo cinque persone vennero arrestate, tre marocchini (uno di loro era Jamal Zugam) e due indiani, tutti legati alla carta telefonica prepagata che faceva parte dello zaino-bomba che la polizia disinnescò nei pressi del commissariato di Vallecas.
- La rivendicazione video. La domenica alle 19:40 la rete televisiva Telemadrid ricevette una chiamata che informava della presenza di un video di rivendicazione dell'attentato. La polizia recuperò una videocassetta che conteneva una comunicazione in arabo di un uomo con accento marocchino. Nel video l'uomo affermava di essere Abu Dujan al-Afghani, portavoce di al-Qāʿida in Europa, e rivendicava gli attentati a nome del gruppo terrorista.[3] Più tardi si seppe che il video era stato registrato in tutta fretta vedendo che il governo manteneva l'ipotesi dell'ETA.

## Il contributo dei nuovi mezzi di comunicazione (11-13 marzo)
La sete di informazioni cominciò a farsi frenetica quando i canali ufficiali non risposero alle attese di chiarimento, e infatti a molti cittadini i comunicati ufficiali cominciarono ad apparire come tentativi di disinformazione. Alcuni mezzi di informazione cominciarono a reagire durante il pomeriggio-sera del giovedì e specialmente durante il venerdì. È noto il contributo di alcuni mezzi che comunque riuscirono a mantenere commenti e posizioni distanti dalle versioni ufficiali, già poco dopo gli attentati come La Vanguardia, la radio cadena SER, La Voz de Galicia o le televisioni della Catalogna. Però questi furono i canali di pura comunicazione.
Il fatto nuovo e fondamentale fu l'intensificazione della consultazione dei blog e media digitali, la discussione sugli attentati si estese a tutti gli ambiti. I forum di internet si trasformarono in un'ebollizione di informazioni, a volte contraddittorie, però attraverso le quali una verità diversa da quella ufficiale si faceva strada. Infatti quasi tutti i forum, di qualunque tipo di argomento trattassero ufficialmente, vennero inondati di richieste, riflessioni e inviti a conoscere la verità che si supponeva il governo stesse nascondendo. Così accadde nelle chat e sugli SMS dei telefonini. Si scambiavano link di giornali internazionali che diffondevano punti di vista diversi da quelli del governo, che insinuava apertamente che gli autori non fossero gli islamisti.

## Reazioni all'attentato dall'estero

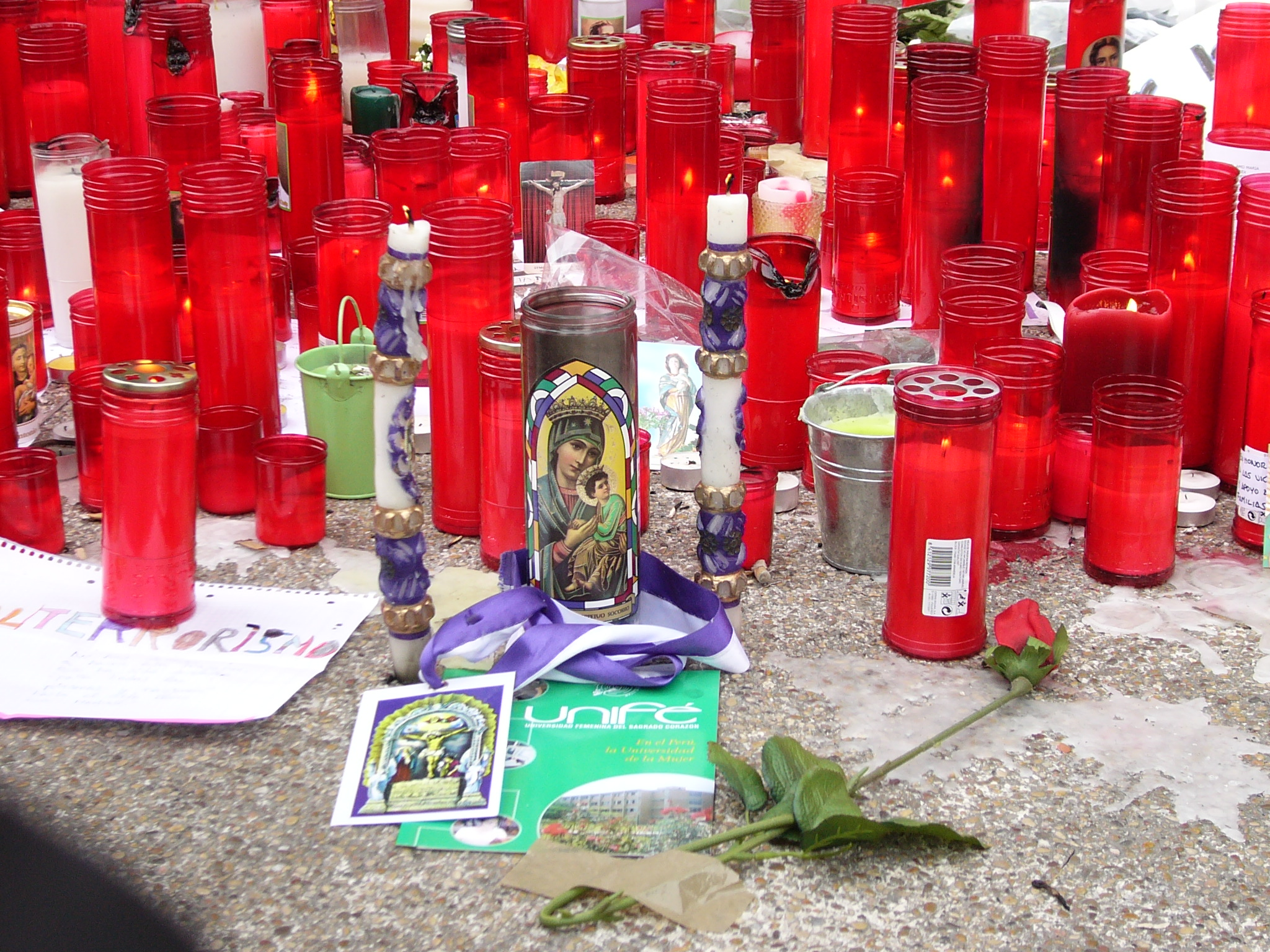
Candele in memoria delle vittime nelle vicinanze della stazione di Atocha

Diversi leader mondiali dichiararono la loro condanna degli attentati e la solidarietà con le vittime. Così fecero gli organismi internazionali come Amnesty International. Il Parlamento europeo dichiarò l'11 marzo "Giorno delle vittime del terrorismo". Gli Stati Uniti d'America offrirono il loro sostegno alla lotta antiterroristica e per l'identificazione dei responsabili.
Israele mandò esperti nel riconoscimento dei corpi e nell'analisi del DNA. In Francia, tutte le bandiere nazionali furono poste a mezz'asta durante i tre giorni di lutto ufficiale in Spagna, e così fu deciso per le bandiere dell'Unione europea. La maggior parte delle borse valori europee caddero l'11 marzo fra un 2% e un 3%, mentre l'indice Dow Jones cadde solo un 1,6%. Le azioni più colpite furono quelle delle imprese di turismo e aviazione.
Polonia e Portogallo dichiararono il 12 marzo giorno di lutto nazionale. Personalità pubbliche come Romano Prodi, Silvio Berlusconi, Jean-Pierre Raffarin e Joschka Fischer viaggiarono il 12 marzo a Madrid per partecipare alla grandi manifestazioni silenziose e di massa contro il terrorismo, che partirono in tutta Spagna alle 7 del pomeriggio.
In una intervista televisiva, il 13 marzo, Fidel Castro accusò il governo spagnolo di ingannare i suoi cittadini sugli autori degli attacchi per ottenere benefici elettorali; e affermò che José María Aznar preferiva accusare ETA pur sapendo che un gruppo islamista stava dietro gli attentati. In Romania, tutte le bandiere nazionali ondeggiarono a mezz'asta e il governo dichiarò il 14 marzo giorno di lutto nazionale in solidarietà con le vittime spagnole e rumene (9 morti, 8 scomparsi e 76 feriti).

## Reazioni della società (11-14 marzo)

### Giovedì, 11 marzo
Si succedono concentrazioni silenziose di rifiuto del terrorismo nelle università spagnole. In tutta la Spagna ci furono manifestazioni spontanee, soprattutto contro ETA, non appena conosciuta la notizia dell'attentato, ancor prima della manifestazione convocata dal governo, per il giorno successivo alle 19. Il lehendakari (Presidente della regione autonoma Basca) Juan José Ibarretxe condanna gli attacchi. Il pomeriggio dell'11 marzo il compositore lussemburghese Pierre Even scrisse un "Agnus Dei", per le vittime dell'11 marzo 2004 in Madrid" per voce acuta e organo.

### Venerdì, 12 marzo: manifestazione ufficiale
La manifestazione, convocata dal governo, fu probabilmente la protesta con maggior partecipazione della storia spagnola, comparabile a quella che si convocò dopo il tentativo di colpo di Stato del 23 febbraio, a quella di protesta contro ETA dopo l'assassinio del consigliere comunale basco, Miguel Ángel Blanco, o a quella contro la guerra in Iraq. Durante questa manifestazione già si fecero notare molte delle divergenze, fra i sostenitori dei partiti di governo e dell'opposizione. Il 12 marzo, si realizzarono assemblee contro il terrorismo alle 12.
La maggior parte dei negozi chiusero alle 18:30, ed esposero bandiere spagnole listate a lutto con un nastro nero, o cartelli per esprimere solidarietà alle vittime. Alle 19, 2,3 milioni di persone manifestarono a Madrid (che ha circa 4 milioni di abitanti) sotto un'intensa pioggia, con i motti todos íbamos en ese tren - "tutti viaggiavamo in quei treni" o no estamos todos: faltan 200 - "non siamo tutti qui: ne mancano 200", o ancora España unida jamás será vencida - "Spagna unita non sarà mai vinta" o Asesinos, asesinos - "assassini". All'inizio la manifestazione doveva svolgersi fra la Plaza de Colón e Atocha, di fatto si riempirono anche le vie adiacenti.
In forma poetica si descrive che a "Madrid non piove, Madrid sta piangendo". Il principe ereditario Felipe, e le infanti di Spagna (figlie del re), Elena e Cristina si unirono alla manifestazione, la prima volta nella storia per i membri della famiglia reale spagnola. Anche per il cardinale arcivescovo di Madrid, Rouco Varela, la partecipazione è una novità storica. Partecipano inoltre il presidente del Governo, José María Aznar, il presidente della commissione europea Romano Prodi, il presidente del governo italiano Silvio Berlusconi, il primo ministro francese Jean-Pierre Raffarin e portoghese José Barroso, così come i ministri degli esteri tedesco, svedese e del Marocco.
Nove milioni di persone parteciparono alle manifestazioni in altre città spagnole, per cui il totale arrivò a circa 11,4 milioni in tutta la Spagna. A Barcellona manifestarono 1,5 milioni, con il motto Avui jo també sóc madrileny (Oggi anch'io sono madrileno). Specialmente significativo fu che in varie città, il numero di manifestanti superò la popolazione residente, come a Cadice (140 000 abitanti e 350 000 manifestanti). Il motto ufficiale della manifestazione fu Con las víctimas, con la Constitución, por la derrota del terrorismo - "Con le vittime, con la Costituzione, per la sconfitta del terrorismo".
Il riferimento alla costituzione fu contestato dall'opposizione politica, dato che la sua presenza implicava sottilmente il riferimento a ETA e non al terrorismo in generale, e un appoggio al governo che proprio sulla strenua difesa della costituzione basava la sua opposizione alle rivendicazioni indipendentiste dei politici baschi, mentre altri partiti appoggiavano la possibile riforma costituzionale da questi richiesta. Molti striscioni condannarono apertamente ETA e alcune, addirittura, dirigenti politici dei partiti nazionalisti. Altre, ciò nonostante, condannavano il terrorismo e appoggiavano la pace, o condannavano la violenza in generale.
Data la percezione di alcuni che il governo stava manipolando l'informazione per difendere l'ipotesi dell'attentato dell'ETA, si ebbero anche striscioni contro il PP e contro la guerra in Iraq. Alcune addirittura rifiutavano apertamente il motto ufficiale dichiarando: Barcelona con Madrid, Barcelona por la paz, la Constitución es otro tema - "Barcellona con Madrid, Barcellona per la pace, la costituzione è un'altra cosa" o ¿Qué pinta la Constitución aquí? - "Cosa c'entra qui la costituzione?". Fu ricorrente l'associazione dell'attentato con la guerra in Iraq e perfino con il PP.
Di fatto alcuni dirigenti del PP furono insultati durante le manifestazioni: Rodrigo Rato, primo vicepresidente del Governo, e Josep Piqué, presidente del Partido Popular della Catalogna, furono incalzati con gridi di "assassini" nella manifestazione più critica, quella di Barcellona. A soli due giorni dalle elezioni e con il sospetto di manipolazione delle informazioni da parte del governo, molti manifestanti esigevano di conoscere chi era il vero autore prima di andare al voto. Le grida ¿Quién ha sido? - "Chi è stato?", proseguirono il giorno 13. Si svolsero manifestazioni anche in altre città europee e americane.

### Sabato, 13 marzo: giornata di riflessione prima del voto
Se le proteste antiglobalizzazione di Seattle furono pioniere nella loro organizzazione e pianificazione attraverso il web dei gruppi anticapitalistici, le reazioni della società civile, il 13 marzo 2004 in Spagna, passeranno alla storia nazionale per essere state le prime nelle quali intervennero tutti i canali messi a disposizione dalla società dell'informazione. Si utilizzarono massicciamente tutti i mezzi disponibili, soprattutto quelli che fanno comunicare direttamente fra loro le persone. Il vero motore delle mobilitazioni del 13 marzo va ricercato nelle nuove tecnologie unito al semplice passaparola. Pare infatti che le manifestazioni furono organizzate attraverso messaggi SMS dei telefonini e semplici e-mail.
Alcuni dei messaggi furono: "Prima di votare vogliamo la verità", "Chi è stato?", "In Europa lo sanno già" e "Si nota, si sente, il governo mente". Questa tipologia di protesta cittadina decentralizzata e totalmente impossibile da controllare, fu quella che traboccò il 13 marzo, giornata di riflessione prima del voto. Quel sentimento di ribellione, e il non voler permettere che un governo che si credeva bugiardo potesse prevalere impunemente, si propagò come una miccia non appena dei giovani si raggrupparono davanti alla sede principale del PP nella calle de Génova a Madrid.
La notizia fu per lo meno minimizzata per molti media, ma non tutti. E quindi una protesta che fino ad allora era latente nelle reti di informazione, si trasferisce nelle strade in forma di manifestazioni improvvise e inaspettate. Per chi si manifestò quel giorno era un dovere civico uscire per le strade e non lasciare che nessuno votasse senza sapere la verità sugli attentati. Sorto a partire da un malessere latente che si generò come conseguenza degli attentati, le manifestazioni furono un perfetto esempio sociologico di auto-organizzazione popolare. Durante quei giorni si respirava una crescente rabbia palpabile ovunque.
Realmente la mobilizzazione fu di base. Solo così è possibile spiegare come si poté riunire tanta gente in meno di 24 ore. Per il Partido Popular tutte le manifestazioni furono invece illegali e convocate dal PSOE nella giornata di riflessione per condizionare il voto. La polemica era così preparata per esplodere nei giorni immediatamente successivi all'appuntamento elettorale. Alle 18:00 del sabato, migliaia di manifestanti si riunirono davanti alle sedi del PP in varie città spagnole, per chiedere di sapere chi stava dietro gli attentati, e prima delle elezioni della domenica.
La polizia aveva osservato queste manifestazioni spontanee, e in qualche occasione furono identificati i partecipanti, dato che la legge impedisce le manifestazioni nella giornata di voto e riflessione. Il candidato del PP alla presidenza del governo, Mariano Rajoy, qualificò le manifestazioni come "fatti gravemente antidemocratici...  che avevano l'obiettivo di influire e condizionare la volontà dell'elettorato nella giornata di riflessione". Il PP protestò presso la Junta Electoral Central (Commissione Elettorale Centrale), dato che per legge erano proibite manifestazioni e/o dichiarazioni politiche il 13 e 14 marzo, ma essa non accettò la denuncia dato che le manifestazioni spontanee non avevano i requisiti necessari a renderle illegali: non chiedevano il voto, né erano convocate da partito alcuno.
Circa 3 000 persone erano presenti nella via Génova a Madrid, sede nazionale del PP. A Barcellona 150 persone incominciarono alle 19:40 una marcia nella Rambla de Canaletas, e aggregò circa 3 000 persone convertendosi in manifestazione nella Plaza de Sant Jaume; così la sede del PP fu circondata da una folla vociante e che batteva su pentole per esprimere la sua protesta. A Santiago di Compostela manifestarono 1 500 persone, a Siviglia altre 1 500. Circa alla stessa ora e in ora di massima udienza, RTVE cambia la programmazione e trasmette un film (Asesinato en Febrero) che tratta dell'assassinio di un deputato regionale basco (Fernando Buesa) e della sua scorta (Jorge Diez) da parte dell'ETA.
Questa iniziativa provocò le proteste di ampio settore della popolazione, che vedeva in questa emissione un tentativo di rafforzare le tesi del governo sugli attentati. Tra l'altro lo stesso film era stato trasmesso il venerdì, da Telemadrid, principale TV della comunità governata dal PP. In varie vie di Madrid, verso le 23:00 si mette in atto una "cacerolada" (battere le pentole o casseruole) fino alla centrale Puerta del Sol, sede del governo regionale. Durante ore si concentrarono migliaia di persone, in omaggio alle vittime e contro il governo. La manifestazione si chiude alle 01:00 della domenica, giorno del voto, con un ultimo corteo alla stazione di Atocha dove si realizza un ultimo minuto di silenzio.

### 14 marzo: le elezioni
Si celebrano le elezioni generali. Da diversi media si invita ad andare a votare anche come dimostrazione di forza della democrazia contro il terrorismo. La partecipazione raggiunge circa il 75% una percentuale elevata, ma non da record. Il risultato per il PSOE è al di sopra delle previsioni precedenti gli attentati, ottenendo la maggioranza relativa dei voti (43,2%), mentre il Partito Popolare si ferma al 38,3%.
Sulla base dei risultati elettorali, il PSOE formò un governo monocolore, con presidente José Luis Rodríguez Zapatero, con l'appoggio esterno principale delle formazioni di sinistra IU ed ERC. Occorre comunque segnalare che in molte decisioni di governo anche gli altri partiti autonomisti e nazionalisti appoggeranno la maggioranza, lasciando spesso solo all'opposizione lo sconfitto Partito Popolare, come nel caso dell'approvazione delle conclusioni della commissione di investigazione sugli attentati descritte più avanti.

## Conseguenze degli attentati

### Trattamento delle vittime e Associazioni
Dopo gli attentati, si creò l'Agenzia di Attenzione alle Vittime (Oficina de Atención a las Víctimas). Un anno dopo, quest'agenzia aveva indennizzato 851 vittime, per un totale di 44,219 milioni di euro. Inoltre si sono concesse 449 permessi di residenza alle vittime e 451 a familiari fra oltre 2 590 richieste. Il commissariato generale per gli stranieri (Comisaría General de Extranjería y Documentación) raccolse fino al 1º marzo 2004, 1 209 richieste di nazionalità, che sono state trasmesse alla direzione generale competente (Dirección General de los Registros y del Notariado).
La maggior parte dei familiari e delle vittime degli attentati si unì alla Asociación 11-M Afectados del Terrorismo, poi presieduta da Pilar Manjón (madre di una vittima, e su posizioni critiche con il Partito Popolare e il governo Aznar).
Mesi più tardi si fondò la Asociación de Ayuda a las Víctimas dell'11-M (Associazione di aiuto alle vittime dell'11-M) presieduta da Ángeles Domínguez a cui si unirono altre vittime dissidenti con la linea di P. Manjón e più vicini a quella di José Alcaraz, presidente della Asociación de Víctimas del Terrorismo (AVT), associazione a cui parteciperanno alcune vittime dell'11-M e più vicina politicamente alle posizioni del Partito Popolare.
Mentre l'associazione presieduta da P. Manjón insisteva sulla responsabilità di José María Aznar e del suo governo, per aver implicato la Spagna nella guerra dell'Iraq, la AVT si caratterizza per la sua opposizione alle decisioni del governo socialista di José Luis Rodríguez Zapatero, soprattutto dopo che il parlamento (Congreso de los Diputados) lo autorizzasse a incominciare trattative con la banda terrorista basca ETA se questa avesse abbandonato la violenza. Il governo Zapatero creò un nuovo incarico: l'alto commissariato per l'appoggio alle vittime del terrorismo (Alto Comisionado de Apoyo a las Víctimas del Terrorismo), e nominò come commissario (equiparato a un membro del governo): il giurista socialista Gregorio Peces-Barba.
Proprio per la sua appartenenza politica, e nonostante il contributo di vittime del partito socialista nella lotta al terrorismo dell'ETA, il PP non ha mai riconosciuto l'autorità del commissario. Anzi ne ha chiesto più volte le dimissioni quando non si è schierato a sostegno delle posizioni del PP che ha sostenuto le tesi della cospirazione (descritte più avanti). Nella primavera del 2006, Peces-Barba ha annunciato finalmente le sue dimissioni, non riuscendo nell'intento di mantenere unite tutte le vittime delle varie associazioni, ormai chiaramente divise secondo le relative idee politiche.

### La frattura sociale
A differenza di quanto successo in democrazie come gli Stati Uniti e la Gran Bretagna, dove attentati simili (11-S e 7-J, rispettivamente) quasi non produssero fratture sociali ma anzi unirono la società civile attorno alle istituzioni, in Spagna invece la tensione sociale che già era cresciuta durante il secondo governo di Aznar, raggiunse il suo culmine con l'appoggio di quest'ultimo e del PP (unico partito in questa posizione) alla tesi ETA.
L'attentato perciò, coincidendo tra l'altro con le elezioni politiche, provocò una rottura netta della coesione sociale tra destra e sinistra.

### Rottura del patto antiterrorista (PP+PSOE)
Dopo gli attentati l'uso politico degli stessi, che entrambe le forze politiche principali si rinfacciano, ha provocato una sostanziale rottura del patto antiterrorista fra PP e PSOE, dato che lo stesso esplicitamente proibisce l'uso elettoralista e politico del terrorismo.
Il PSOE accusa infatti il PP di mentire e manipolare, mentre il PP accusa il PSOE di istigare le manifestazioni contro le sue sedi e contro i suoi affiliati.
Alcune delle successive prese di posizione del governo del PSOE (ritiro dall'Iraq, investigazioni sugli attentati dell'11-M e apertura alla negoziazione con ETA) che il PP rifiuta in forma totale, hanno di fatto impedito la ricomposizione del patto e decretato la sua sostanziale rottura.

## Analisi dell'influenza degli attentati sulle elezioni
È comunemente accettato in Spagna che il risultato elettorale fu influenzato dagli attentati dell'11-M. Però esistono due teorie contrapposte:
Prima teoria sul condizionamento del voto:
la prima teoria afferma che gli attentati cambiarono totalmente il risultato elettorale.
Un gran numero di votanti avrebbe cambiato il voto in favore del PSOE, a causa dell'irritazione e dello scontento che produsse la manipolazione informativa del governo e della sua politica estera in Iraq.
Il fatto che gli attentati potessero essere la risposta terrorista all'appoggio spagnolo alla guerra in Iraq catalizzò lo scontento prodotto a suo tempo per una decisione politica del PP in contrasto con l'opinione generale del popolo spagnolo, contrario alla guerra.
Contro questi argomenti, già poco dopo il voto, il PP argomentò che gli attentati si pianificarono prima della guerra in Iraq, cercando di slegare le responsabilità legate alla decisione di Aznar.
Ciò nonostante tutte le evidenze investigative sembrano dimostrare un collegamento diretto fra Iraq e attentati.
Seconda teoria sul condizionamento del voto:
questa teoria afferma che gli attentati causarono solo un miglioramento del risultato elettorale del PSOE.
Ovvero si sostiene che il PSOE avrebbe comunque vinto le elezioni, o per lo meno che il PP non avrebbe mai raggiunto la maggioranza assoluta, solo risultato che dato il continuo scontro con le altre forze politiche, gli avrebbe reso possibile poter continuare nel governo.
Che sia vera una o l'altra delle ipotesi non è possibile sapere, dato che non esiste possibilità di controprova.
Gli ultimi sondaggi disponibili davano il PP in vantaggio, anche senza poter ottenere la maggioranza assoluta, ma il PSOE era dato in crescita.
Se queste tendenze fossero continuate è possibile che si potesse raggiungere una situazione di equilibrio, o addirittura di vantaggio del PSOE, ma dato che non è possibile per legge fare sondaggi nell'ultima settimana, non è dato stabilire se ci fu o no un effetto di cambio delle decisioni di voto degli spagnoli a causa degli attentati e dei primi tre giorni di indagini.
Un indicatore utile potrebbe essere il voto per posta, inviato prima degli attentati.
Questi voti davano come vincitore il PP (44,9%) rispetto al PSOE (36,1%), con dati molto simili ai citati sondaggi eseguiti prima degli attentati.
Effetti sulla partecipazione al voto:
dove tutti gli analisti si trovano d'accordo, è sul fatto che gli attentati funzionarono come sollecitazione a tutti gli indecisi e astensionisti abituali, che andarono a votare aumentando la partecipazione elettorale.

## Indagini successive

### Le indagini
Le indagini sugli autori sono state chiuse all'inizio di luglio 2006, sotto la direzione del giudice (di istruzione) Juan del Olmo. Secondo i dati pubblicati del fascicolo giudiziario, l'attentato sarebbe stato perpetrato da una cellula terrorista legata ad al-Qa'ida, della quale già si conoscevano ed erano stati arrestati molti componenti. Tra i presunti componenti della cellula si trovano Serhane Ben Abdelmajid "El Tunecino", presunto coordinatore degli attentati, e Jamal Ahmidan "El Chino", considerato la chiave dell'organizzazione logistica. Questi e altri cinque individui si suicidarono due giorni dopo gli attentati, impedendo così il loro arresto in un appartamento nella città di Leganés, vicino a Madrid, e causando la morte di un poliziotto degli specialisti del GEO.
Quattro di loro risultarono essere anche delinquenti comuni legati al traffico di droga. Il 6 maggio 2004, l'FBI arrestò a Portland, Oregon, USA, l'avvocato statunitense Brandon Mayfield, convertito all'Islam, perché si sarebbe trovata una sua impronta in uno degli zainetti con esplosivo, che non esplose; ma dopo pochi giorni, il 21 maggio, il governo spagnolo annunciò che l'impronta era invece di un cittadino algerino, Ouhnane Daoud. L'8 giugno 2004 fu arrestato a Milano, Rab'i 'Uthman al-Sayyed Ahmad, alias Mohamed el Egipcio, considerato il cervello dell'11-M e l'ideologo fondamentale di al-Qa'ida in Europa. Quattro mesi dopo verrà estradato in Spagna.
Il 16 novembre 2004 si condannò il primo imputato per l'attentato dell'11-M, un minore di 16 anni di nazionalità spagnola che contribuì al trasporto degli esplosivi, sottratti in una miniera nel nord della Spagna. Pare che i telefonini le cui suonerie fecero detonare gli zainetti esplosivi, furono sbloccati (cioè, resi funzionanti anche con SIM di gestori di telefonia mobile diversi da quello che ha venduto il telefono con SIM associata) nel negozio di Maussili Kalaji, collaboratore della polizia spagnola.
Secondo i dati del fascicolo, i terroristi islamisti avrebbero fatto ricorso a spagnoli non musulmani per ottenere gli esplosivi, cosa non abituale in al-Qa'ida. Questa dell'origine degli esplosivi è la cosiddetta trama asturiana degli esplosivi (le Asturie sono una regione del nord della Spagna, dove esistono miniere), della quale fanno parte Antonio Toro, Carmen Toro, Suárez Trashorras, Rafa Zuheyr, ecc.

### Teoria della cospirazione
Il PP e i media affini, come la catena radio COPE (di proprietà della chiesa spagnola), i giornali El Mundo e La Razón e tutte le tv hanno diffuso varie versioni della teoria della cospirazione. La teoria del 4 marzo, adottata anche dall'ex presidente Aznar, sostiene che se si fosse votato il 7 marzo, gli attentati sarebbero avvenuti appunto il 4 marzo, in modo da influenzare il voto. A favore di questa supposizione, si portano alcuni indizi. Per esempio, uno degli arrestati, Jamal Zougan, quando si presenta dal giudice il 15 marzo pare domandare come prima cosa: "Chi ha vinto le elezioni?".
Di fatto l'ipotesi che i terroristi volessero influire sul voto, o per lo meno castigare il PP per la presenza in Iraq, è sostenuta da registrazioni e comunicati dei propri terroristi. In accordo con questa teoria, i citati media sono arrivati a includere apertamente il PSOE come parte della trama, sia per conoscenza di informazioni sconosciute al PP, sia direttamente perché partecipanti alla pianificazione del colpo. Al momento, l'unica affermazione sostenibile è che questo dato non contraddice tale ipotesi, stante l'evidente beneficio elettorale che il PSOE ottiene il 14-M.
Altra teoria riguarda la collaborazione ETA-Al Quaeda per sconfiggere il PP. Un indizio addotto è l'istruzione ricevuta da parte di membri dell'ETA negli anni settanta in Algeria. Altro presunto indizio sarebbe che Yusuf Galán, implicato nella trama spagnola dell'11-S (New York) fosse stato rappresentante elettorale di Herri Batasuna, partito collegato all'ETA e dichiarato illegale per questo motivo. E alcuni dei presunti terroristi, come El Chino, avrebbero vissuto o vivevano nei paesi baschi. Abdelkrim Beresmail, incarcerato, possedeva i numeri di telefono di due terroristi ETA come Harriet Iragui e Henri Parot.
Tutte queste piste, coincidenze e ipotesi che sembrano contraddirsi le une con le altre, sono state presentate in diversi media affini al PP e trasmesse o appoggiate da responsabili del PP come Ángel Acebes (segretario generale), Eduardo Zaplana (portavoce parlamentare) o Esperanza Aguirre (presidente della Comunità di Madrid) che secondo la sinistra spagnola formano il cosiddetto settore radicale del PP. Il quotidiano El Mundo è quello che maggiormente si è distinto nelle indagini giornalistiche. Secondo le sue informazioni, alcuni confidenti delle forze di sicurezza spagnole avrebbero avvisato in anticipo degli attentati (Lavandera, Joe, Cartagena, ecc.) o formerebbero parte della trama asturiana degli esplosivi (Antonio Toro, Carmen Toro, Suárez Trashorras, Rafa Zouhier).
Da parte sua ETA avrebbe rubato nella stessa via dove si trovava un garage di Trashorras, l'auto poi esplosa il 3 dicembre 2003 a Santander. Così pure si è saputo che Fernando Huarte, militante del PSOE asturiano, e forse membro nascosto dei servizi spagnoli, parlò con Benesmail prima e dopo gli attentati, e che Almallah, il cittadino siriano detenuto, sarebbe membro del PSOE. Si racconta pure che i suicidi di Leganes erano semplici mercenari e non gli ideatori, e che sarebbe stato pagato loro 3 000 euro per piazzare le bombe dell'attentato.
Luis del Pino, investigatore di Libertad Digital, un giornale elettronico diretto da Federico Jiménez Santos, anche presentatore delle radio COPE, dice che i musulmani della trama potrebbero essere islamisti radicali, ma che non seguirono le indicazioni di al-Qa'ida. Secondo Del Pino, ancora non si sa chi scelse la data, i nomi degli esecutori o l'esplosivo utilizzato. E neppure esisterebbero registrazioni dei terroristi nelle stazioni, come invece succede il 7-J a Londra. Secondo Del Pino, al-Qa'ida non agisce in questo modo.

## Commissione di inchiesta dell'11-M (dal 6 luglio 2004 all'aprile 2005)
La Commissione di Investigazione sugli attentati dell'11 marzo 2004, fu creata dal parlamento spagnolo il 27 maggio 2004, con il fine di chiarire le circostanze sotto cui si produssero gli attentati dell'11-M e le attuazioni della polizia e della politica anteriormente e posteriormente agli stessi.
Quindi il 6 luglio 2004 incomincia i suoi lavori per chiarire i retroscena degli attentati e se ci fu o meno manipolazione delle informazioni per fini elettorali.

### I componenti della commissione
- Presidente: Paulino Rivero Baute, deputato e portavoce parlamentare di CC.
- Vicepresidente: Ángel Martínez Sanjuán, deputato del PSOE.
- Segretario: Ignacio Gil Lázaro, deputato del PP.
- Membri: Antonio Hernando, Álvaro Cuesta, Juan Luis Rascón Ortega, Gloria Rivero (PSOE); Alicia Castro, Vicente Martínez-Pujalte, Manuel Atencia, Jaime Ignacio del Burgo (PP); Joan Puig (ERC); Jordi Jané i Guasch (CDC); Emilio Olabarría (EAJ/PNV); Gaspar Llamazares (IU); José Antonio Labordeta (CHA).

### Lista delle persone sentite dalla commissione
- 6 luglio 2004
  - Luis Garrudo Hernández - Portinaio della casa di Alcala de Henares (stazione dove furono caricate le bombe) che segnalò la presenza del furgone, presumibilmente utilizzato dagli attentatori.
  - Carmen Baladía Olmedo - Direttrice dell'Instituto Anatómico Forense de Madrid.
  - Eduardo Blanco González - Commissario di Polizia di Alcalá de Henáres.
- 7 luglio 2004
  - Juan Jesús Sánchez Manzano - Commissario capo del reparto artificieri (TEDAX)
  - Mariano Rayón Ramos - Commissario della Unità centrale di informazione esterna della Polizia, in carica.
  - Faustino Álvarez Sola - Tenente colonnello capo della Unità Centrale Speciale della Guardia Civil
  - Jesús de la Morena Bustillo - Ex-capo del Commissariato generale di informazione
- 8 luglio 2004
  - Miguel Ángel Santano Soria - Capo della polizia scientifica di Madrid il giorno degli attentati.
  - Miguel Ángel Fernández Rancaño - Capo superiore della polizia di Madrid.
  - Pedro Díaz-Pintado Moraleda - Ex-vicedirettore di polizia
  - Telesforo Rubio - Commissario generale della Informazione.
- 13 luglio 2004
  - Sessione segreta per analizzare documenti del servizio segreto (CNI)
- 14 luglio 2004
  - Francisco Javier Alemán Bellizón - agente dell'unità cinofila
  - Luis Martín Gómez - Capo della polizia scientifica di Alcala de Henares (stazione di partenza dei treni)
  - Santiago Cuadro - ex commissario generale di sicurezza cittadina
  - Jesús Núñez Díaz - Direttore dell'istituto di studi sui conflitti e azione umanitaria (Instituto de Estudios sobre conflictos y acción humanitaria)
  - Manuel Castells - Sociologo esperto in Islam
  - Xabier Picaza - Professore di Religioni dell'università di Salamanca
- 15 luglio 2004
  - Baltasar Garzón - Giudice Istruttore dell'Audiencia Nacional e esperto di terrorismo
  - Eduardo Fungairiño - Giudice Istruttore Capo dell'Audiencia Nacional e esperto di terrorismo
  - Gemma Martín Muñoz - Esperta del mondo arabo
- 19 luglio 2004
  - Jorge Dezcallar - Ex direttore del CNI
  - Alberto Saiz - direttore in carica del CNI
- 20 luglio 2004
  - Luis Prieto Carrero - esperto di antropologia forense
  - Félix Hernando - capo della Unidad Central Operativa (UCO) della Guardia Civil.
  - José Manuel García Varela - vicedirettore di Operaciones Especiales della Guardia Civil.
  - General Vicente Faustino Pellicer - ex-vicedirettre de Operaciones de la Guardia Civil.
  - Santiago López Valdivielso - ex-direttore generale della Guardia Civil.
  - Carlos Gómez Arruche - direttore generale della Guardia Civil.
- 22 luglio 2004
  - Agustín Díaz de Mera - ex direttore generale della Policía.
  - Víctor García Hidalgo - direttore generale de la Policía.
- 27 luglio 2004
  - Agente "Paco" - Guardia civil, contatto del confidente Rafá Zohuier.
  - Agente "Víctor" - Guardia civil, contatto del confidente Rafá Zohuier.
  - Manuel García Rodríguez - Ispettore capo della sezione stupefacenti di Avilés (Asturie).
- 28 luglio 2004
  - Ángel Acebes Paniagua - ministro degli interni del governo Aznar
  - Eduardo Zaplana - Portavoce del PP al parlamento (ministro portavoce del governo Aznar)
  - Ana Palacio - ministro degli esteri del governo Aznar
- 29 luglio 2004
  - Alfredo Pérez Rubalcaba - portavoce parlamentario del PSOE. (ministro degli interni di Zapatero dal giugno 2006)
  - José Antonio Alonso - ministro degli interni (al momento della convocazione, ministro della difesa dal giugno 2006)
- 15 ottobre 2004
  - Fernando Aldea Juan - Tenente colonnello capo del comando della Guardia Civil in Asturia
  - General Pedro Laguna Palacios - ex-capo della Guardia Civil in Asturias.
  - Juan Carretero - Capo superiore della polizia in Asturia
- 19 ottobre 2004
  - Juan Manuel Calleja Menéndez - commissario capo della direzione superiore della Policía de Madrid.
  - José Luis Bayona Pérez - capo del servizio di ispezione e intervento su armi e esplosivi della Guardia Civil.
- 25 ottobre 2004
  - Rafael Gómez Menor - responsabile della Unidad Central de Información Exterior (UCIE) della Policía, esperto in terrorismo arabo.
  - Gerardo Herrero - giudice istruttore capo del Tribunal Superior de Justicia de Asturias.
  - Yousef Nedal Ziad - Interprete traduttore della polizia che si è occupato di tradurre registrazioni video trovate nel corso delle indagini.
- 3 novembre 2004
  - Mariano Simancas Carrión - direttore ad interim di Europol.
- 15 novembre 2004
  - Gijs de Vries - Coordinatore dell'Unione Europea per la lotta al terrorismo.
- 18 novembre 2004
  - Ignacio Astarloa Huarte - ex-Segretario di Stato per la Sicurezza
- 22 novembre 2004
  - Teniente Coronel José Antonio Rodríguez Bolinaga - capo del comando della guardia civil di Gijon (all'epoca degli attentati)
  - Pedro Laguna Palacios - ex-colonnello capo del comando della Guardia Civil in Asturias, (quando compare è generale di brigata capo della zona de Castilla y León).
  - Antonio Búrdalo de Fuentes - Colonnello capo della Guardia Civil in Asturias.
- 25 novembre 2004
  - Antonio Vitorino - ex commissario europeo degli affari interni e giustizia.
- 29 novembre 2004
  - José María Aznar - presidente del governo il giorno degli attentati
- 13 dicembre 2004
  - José Luis Rodríguez Zapatero - presidente del governo (presidente del PSOE all'opposizione, il giorno degli attentati)
- 15 dicembre 2004
  - Pilar Manjón - presidente dell'associazione Asociación 11-M Afectados del Terrorismo. (madre di una delle vittime mortali)
  - Francisco José Alcaraz - presidente della AVT, Asociación de Víctimas del Terrorismo. (Familiare di vittime mortali dell'ETA)

### L'indagine
La commissione indagò soprattutto cosa fece il governo del PP fra l'11 marzo e il 14 marzo e la possibile mancanza di previsione politica prima degli attentati. Per ricostruire la sequenza degli eventi politici immediatamente successivi agli attentati diverse persone hanno testimoniato per la commissione: Jorge Dezcallar, ex direttore del Centro Nacional de Inteligencia (CNI) si ricorda per una frase: "ETA e al-Qa'ida non possono collaborare, perché sono come l'acqua e l'olio".
Pilar Manjón, madre di una vittima e rappresentante di una delle associazioni delle vittime (11M Afectados del Terrorismo) accusò il 15 dicembre 2004 i media e i partiti di utilizzare gli attentati, producendo una gran commozione sociale. Aznar, da parte sua, affermò che "gli attentati avevano l'obbiettivo di cambiare il risultato elettorale" e che "chi li pianificò e scelse la data non camminava per montagne lontane né in deserti remoti", alludendo evidentemente a paesi vicini alla Spagna fra gli ispiratori degli attentati.
La presenza di Zapatero, immediatamente successiva a quella di Aznar, fu la più lunga in commissione e il presidente del governo del PSOE affermò che senza dubbio gli attentati erano opera del terrorismo islamista radicale. L'attività della commissione è troppo estesa per essere inclusa in questo estratto. Di seguito si riporta solo la parte delle conclusioni.

### Conclusioni della Commissione
Nel marzo del 2005 la Commissione approvò le raccomandazioni da sottoporre al governo per l'adozione di nuove misure di sicurezza destinate a impedire attentati come quelli dell'11-M e su miglioramenti delle attenzioni per le vittime. Queste raccomandazioni furono approvate da tutti i gruppi politici parlamentari, eccettuato il gruppo popolare, che si astenne nella votazione. Il partito popolare sollecitò infatti nuove convocazioni e la continuazione dei lavori della commissione, sebbene quest'ultima avesse denegato entrambe le petizioni.
Il 6 aprile 2005, il gruppo popolare rimise al congresso un documento intitolato Propuestas para la reflexión de la comisión dell'11-M (Proposte per la riflessione della commissione dell'11-M), dove si sostenevano 17 domande che, a suo parere, non avevano avuto risposta. D'altro lato, e nel suo documento di conclusione, il PSOE accusava il precedente governo di una grave mancanza di previsione che, in parte, fece possibile la realizzazione degli attentati.
Nelle conclusioni del PSOE si aggiungeva anche che dopo gli attentati, il governo del PP aveva manipolato l'informazione con un chiaro obbiettivo elettorale. Le conclusioni della Commissione furono approvate dal congresso con 184 voti a favore, 145 contrari e una astensione. Il PP si mostrò in disaccordo con tutti gli altri partiti. Le conclusioni approvate determinano finalmente che il governo di José María Aznar non fu capace di prevenire in forma adeguata la minaccia del terrorismo islamista radicale e tergiversò i dati sugli autori degli attentati nei giorni successivi, insistendo nel parlare di ETA, quando l'investigazione della polizia si allontanava da questa ipotesi.

## L'inchiesta ufficiale giudiziaria
Con i lavori della commissione definitivamente chiusi, il giudice Del Olmo (membro dell'Audencia Nacional, tribunale principale dello stato), incaricato dell'inchiesta preliminare, ha concluso i suoi lavori. Secondo le migliaia di fogli di documentazione prodotta in oltre due anni, il magistrato conclude che l'attentato fu ispirato ma non eseguito direttamente da al-Qa'ida, e considerato come castigo alla partecipazione spagnola alla guerra in Iraq. Il giudice istruttore attribuisce l'esecuzione degli attentati al Grupo Islámico Combatiente Marroquí (GICM), riferito come massimo referente del Movimento Salafista Yihadista in Spagna.
Vengono imputati per il giudizio di primo grado 29 degli oltre 100 investigati (ricordiamo che parte degli implicati si sono suicidati successivamente). Jamal Zougam e Abdelmajid Bouchar sono gli imputati principali. Li si accusa di 191 omicidi e 1 755 tentati omicidi. Nove spagnoli sono inclusi nei 29 imputati. Tutti sono vincolati alla 'trama asturiana' che rifornì di esplosivi e che faceva riferimento all'ex minatore José Emilio Suárez Trashorras. I supposti ideologi Rabei Osman 'Mohamed El Egipcio', Hassan el Haski e Youssef Belhadj 'Abu Dujan', saranno processati per cospirazione.

## Il processo
A partire dal 15 febbraio 2007, il tribunale presieduto dal giudice Javier Gómez Bermúdez in Madrid ha ascoltato, in oltre 400 ore di dichiarazioni, i 28 imputati e circa 300 testimoni. L'investigazione, che ha utilizzato una sessantina di prove, ha generato una documentazione di circa 80 000 pagine. Dopo oltre 4 mesi e 57 sedute il processo è terminato il 2 luglio 2007. Il verdetto viene reso pubblico il 31 ottobre 2007, dopo la lunga camera di consiglio nella quale i tre giudici Félix Alonso Guevara, Javier Gómez Bermúdez e Fernando García Nicolás, decideranno sulla colpevolezza degli imputati.
Le richieste dell'accusa e degli avvocati delle vittime sommano condanne per migliaia di anni di prigione. Nel corso del processo si sono verificati episodi molto discussi, come il ripetuto tentativo da parte degli avvocati di alcuni accusati e dell'associazione delle vittime del terrorismo AVT, vicina alle posizioni politiche del PP, e di ex funzionari pubblici sotto il governo Aznar, come l'ex capo della polizia Agustín Díaz de Mera, oggi deputato europeo del PP, di implicare i terroristi baschi dell'ETA nel massacro. Questa ipotesi, in linea con la teoria della cospirazione, non ha però avuto il conforto di nessuna prova tangibile. Visti i risultati degli interrogatori e delle prove presentate nel corso del processo, è molto probabile infatti che la pista dei radicali islamisti sia l'unica che verrà considerata provata dal collegio giudicante.

## La sentenza
Il tribunale (Audiencia Nacional), nella sentenza pubblicata il 31 ottobre 2007, ha stabilito che gli attentati dell'11 marzo 2004 furono compiuti da una cellula terrorista di tipo jihādista, e che nell'attentato non ci fu partecipazione della organizzazione terrorista basca ETA. Riconosciuti come esecutori dell'attentato, insieme con i 'suicidi di Leganes', Jamal Zougam e Otman El Gnaoui, sono stati condannati a pene molto elevate, così come alcuni cooperatori indispensabili come José Emilio Suárez Trashorras che fornì l'esplosivo.
Gli imputati come ispiratori Rabei Osman El Sayed, "Mohamed el Egipcio", Hassan El Haski e Youssef Belhadj sono stati invece assolti data l'insufficienza di prove dirette, che stabilissero sopra ogni dubbio la loro partecipazione effettiva nell'organizzazione degli attentati, benché riconosciuti colpevoli di partecipazione a organizzazione terrorista. La sentenza riconosce nella sostanza quasi tutta l'impostazione accusatoria dell'indagine preliminare del giudice istruttore Juan del Olmo, e del pubblico ministero (Fiscal) Olga Sánchez.

### Le condanne in dettaglio dei principali accusati
- Otman El Gnaoui: 42 922 anni, associazione terrorista e partecipazione diretta negli attentati
- Jamal Zougam: 42 922 anni, associazione terrorista e partecipazione diretta negli attentati
- José Emilio Suárez Trashorras: 34 715 anni, partecipazione agli attentati con riduzione di pena per problemi psichiatrici
- Abdelmagid Bouchar: 18 anni, appartenenza ad associazione terrorista e traffico di esplosivi
- Hassan El Haski: 15 anni, dirigente di associazione terrorista
- Youssef Belhadj: 12 anni, appartenenza ad associazione terrorista
- Rafa Zouhier: 10 anni, traffico di esplosivi

## Prime reazioni alla sentenza
Dopo una prima reazione tesa a sostenere che questa mancata condanna degli ispiratori mantiene aperta una pista da investigare, il Partito Popolare ha modificato il profilo delle dichiarazioni e pare accettare l'ovvia conseguenza: l'attentato è stato organizzato e realizzato da islamisti estremisti e non esiste prova dell'implicazione dell'ETA o delle forze di sicurezza "deviate", come sostenuto negli ultimi tre anni con varie sfumature dai dirigenti del partito.
Il PSOE, sebbene non del tutto soddisfatto dalla sentenza parzialmente assolutoria, ha sostenuto dal primo momento successivo alla lettura pubblica della sentenza, che la stessa pone fine a tutte le ipotesi cospirative, e che pone un punto finale alle elucubrazioni dei media affini al PP (come il quotidiano El Mundo e la stazione radio COPE). Alcune delle vittime e delle loro associazioni hanno peraltro dichiarato che stanno valutando un possibile ricorso alla sentenza, non essendo del tutto soddisfatti per via delle assoluzioni per gli "ispiratori", pur valutando positivamente le condanne per gli esecutori materiali.

## Sviluppi politici
Le prime elezioni politiche generali successive a quelle del 14 marzo 2004 a ridosso degli attentati, sono state convocate per il successivo 9 marzo 2008, data molto prossima al quarto anniversario dell'11 marzo 2004. I temi relativi agli attentati e alla politica antiterrorista in generale, rimangano vivi elementi di discussione nella campagna elettorale dei partiti politici spagnoli, anche se i problemi legati all'economia, possono ridurre in parte il loro peso nella prossima decisione dell'elettorato spagnolo. In ogni caso appare evidente che il governo e le forze di sicurezza spagnole hanno intensificato la lotta antiterrorista, specialmente nell'ultimo anno, sia contro l'ETA sia contro possibili nuove cellule di terrorismo islamista.
Caso concreto molto recente l'arresto di un gruppo di islamisti a Barcellona, dove sembra stessero preparando attentati imminenti nella stessa città catalana. Il 7 marzo 2008, a due giorni dalle elezioni, nella cittadina basca di Mondragón, l'ex consigliere comunale del Partito Socialista dei Paesi Baschi (PSE) Isaías Carrasco è stato ucciso a sangue freddo con alcuni colpi di pistola da un sicario, probabilmente dell'ETA. Questo fatto a due giorni dalle elezioni ha riaperto la ferita del terrorismo e della sua influenza sui fatti politici spagnoli.

### Risultati elettorali 9 marzo 2008
I 25 514 671 votanti, con la partecipazione del 75,32% (di poco inferiore al 75,66% del 14-M-2004) danno PSOE nuovamente vincitore delle elezioni, confermando e migliorando il risultato del 2004. Con oltre il 43,6% (+1% sul 2004) dei voti, ottiene 169 seggi al congresso, ovvero 5 in più del 2004. Il PP recupera il 2,3% dei voti sul 2004, ma il 40%, con 154 seggi (6 in più del 2004) lo lascia quasi sicuramente all'opposizione, data la difficoltà a formare coalizioni con i partiti nazionalisti delle autonomie catalane e basca.
L'incremento dei due partiti principali si ottiene a spese dei più piccoli, che riducono quasi tutti la loro presenza al congresso, in particolare Izquierda Unida. Il PSOE si afferma specialmente nella Catalogna, nelle province Basche e alle isole Canarie, resistendo con qualche erosione in Andalusia (dove mantiene il governo della regione). Il PP ottiene invece i migliori risultati nelle regioni di Murcia, Valencia, Madrid e Galizia.
- 169 (+5) PSOE 11 064 524 - 43,64%
- 154 (+6) PP 10 169 973 - 40,11%
- 10 (--) CIU 774 317 - 3,05%
- 6 (-1) PNV 303 246 - 1,20%
- 3 (-5) ERC 296 473 - 1,17%
- 2 (-3) IU 963 040 - 3,80%
- 2 (--) BNG 209 042 - 0,82%
- 2 (-1) CC 164 255 - 0,65%
- 1 (+1) UPyD 303 535 - 1,20%
- 1 (--) NA-BAI 62 073 - 0,24%
- 0 (-1) CHA
- 0 (-1) EA

Con questi risultati si apre il nuovo quadriennio (l'11 aprile 2008 ottiene la fiducia il nuovo governo Zapatero con 169 voti, maggioranza relativa sufficiente alla terza votazione; inoltre si sono avute 23 astensioni e 158 voti contrari), con il tema del terrorismo ancora presente, dato che il PP non rinuncia nei primi giorni della legislatura, a mantenere il tema in primo piano, con speciale riferimento al terrorismo interno dell'ETA. Il pericolo del terrorismo islamista, responsabile dell'attentato dell'11 marzo 2004, rimane invece in secondo piano nella discussione politica.
All'interno del PP si apre, in vista del congresso convocato per giugno, una forte discussione fra i "duri" della destra più liberale e cattolica, supportata dal quotidiano El Mundo e dalla radio della conferenza episcopale "Cope", che vogliono mantenere una opposizione totale al governo, e l'ala più centrista e moderata che vuole invece un partito in posizioni più costruttive e più aperto alla collaborazione con gli altri partiti, anche nazionalisti.
Il risultato del congresso è finalmente un giro al "centro" e alla moderazione e opposizione costruttiva del PP, con Mariano Rajoy ancora in sella e con le ali più estremiste messe in minoranza. Come conseguenza uno dei temi sui quali entrambi i partiti sembrano ora convergere è proprio quello della lotta antiterrorista. Il PSOE abbandonando ogni idea di "dialogo", e il PP appoggiando il nuovo governo sulle nuove posizioni.

## Giudizio e sentenza del ricorso di cassazione (Tribunal Supremo)
Il tribunale supremo (seconda sala composta dai magistrati Juan Saavedra (presidente), Andrés Martínez Arrieta, Miguel Colmenero, Juan Ramón Berdugo e Luciano Varela) ha giudicato in base ai 31 ricorsi presentati (fino al 14 gennaio 2008, ultimo giorno utile) contro la sentenza dell'Audiencia Nacional (31 ottobre 2007), in particolare contro l'assoluzione di 7 processati.
I ricorsi furono presentati dai pubblici ministeri (Ministerio Fiscal), dalle associazioni delle vittime, da vittime singolarmente, dai 21 condannati e da uno degli assolti: Rabei Osman El Sayed, "Mohamed El Egipcio".
Nella sentenza di 959 pagine, pubblicata il 17 luglio 2008, si conferma la matrice islamista del gruppo terrorista, e quasi tutta la struttura logica della sentenza di primo grado. Ciò nonostante vi sono stati cambi nelle condanne.

### Condanne confermate
- Otman El Gnanoui. Conferma 22 anni per partecipazione a organizzazione terrorista, 191 omicidi, 1 856 tentativi di omicidio, 4 stragi terroriste. Viene assolto solo per falso in documentazione (2 anni meno).
- Jamal Zougam. Conferma 22 anni per partecipazione a organizzazione terrorista, 191 omicidi, 1 856 tentativi di omicidio, 4 stragi terroriste.
- José Emilio Suárez Trashorras. Conferma 15 anni e sei mesi, per 192 omicidi (include il GEO Francisco Javier Torronteras), 1 991 tentati omicidi, 5 stragi terroriste e falso in documenti (ottiene 5 anni di riduzione per ogni delitto per problemi psichiatrici).
- Hamid Ahmidan. Conferma 12 anni per partecipazione a organizzazione terrorista. Viene assolto per delitto contro la salute pubblica (11 anni meno).
- Abdelmajid Bouchar. Conferma 18 anni per partecipazione a organizzazione terrorista e fornitura illegale di materiale esplosivo.
- Rachid Aglif. Conferma 18 anni per partecipazione a organizzazione terrorista e fornitura illegale di materiale esplosivo.
- Hassan El Haski. Conferma 14 anni come dirigente di organizzazione terrorista. Gli viene tolto un anno dato che il codice penale stabilisce in 14 anni la pena massima (è un errore formale della sentenza di primo grado).
- Youssef Belhadj. Conferma 12 anni per partecipazione a organizzazione terrorista.
- Fouad El Morabit. Conferma 12 anni per partecipazione a organizzazione terrorista.
- Mohamed Bouharrat. Conferma 12 anni per partecipazione a organizzazione terrorista.
- Mohamed Larbi Ben Sellam. Conferma ma con riduzione da 12 a 9 anni per partecipazione a organizzazione terrorista.
- Saed El Harrak. Conferma 12 anni per partecipazione a organizzazione terrorista.
- Rafa Zouhier. Conferma 10 anni per traffico di esplosivi in collaborazione con organizzazione terrorista.
- Mamoud Slimane Aoun. Conferma con riduzione da 3 a 2 anni per falso in documentazione.
- Nasreddine Bousbaa. Conferma con riduzione da 3 a 2 anni per falso in documentazione.
- Sergio Álvarez. Conferma 3 anni per trasporto illegale di esplosivo.
- Antonio Iván Reis Palicio. Conferma 3 anni per trasporto illegale di esplosivo.

### Assoluzioni confermate
- Rabei Osman El Sayed alias "Mohamed El Egipcio".
- Emilio Llano.
- Iván Granados.
- Javier González Díaz.
- Carmen Toro.
- Mohamed Moussaten.
- Brahim Moussaten.

### Nuove assoluzioni
Il tribunale ha assolto Basel Ghalyoun e Mohamed Almallah Dabas (condannati a 12 anni per appartenenza a organizzazione terrorista), Abdelilah el Fadual el Akil (9 anni per collaborazione con banda armata) e Raúl González Peña 'El Rulo' (5 anni per fornitura di esplosivi). Rabei Osman El Sayed condannato per appartenenza a banda terrorista è stato pure assolto, in quanto non è stato ritenuto sufficientemente dimostrata la sua partecipazione agli attentati, e, per il reato di banda terrorista è già stato condannato in Italia.

### Nuova condanna
Uno degli assolti nel primo giudizio, Antonio Toro, è stato invece condannato a quattro anni per traffico di esplosivi.

### Commenti politici
Gli ambienti di estrema destra (COPE ed El Mundo) hanno risaltato tutti gli aspetti di critica della nuova sentenza alla versione ufficiale e alla gestione dell'indagine.
Una in particolare viene risaltata: il tribunale critica la ingiustificata rapidità nella rottamazione dei resti dei treni, che ha impedito ulteriori esami scientifici per chiarire per esempio il tipo preciso di esplosivo.
Dato che COPE ed El Mundo insistono sulla teoria della manipolazione delle indagini sugli attentati da parte di ambienti legati al PSOE, al fine di far perdere le elezioni al PP, tutti questi elementi vengono ora usati per rispolverare la stessa polemica.
Gli ambienti governativi, del PSOE, e di tutti i partiti politici, incluso in buona parte il PP (che ha moderato la sua posizione dopo la nuova sconfitta elettorale del 2008), hanno invece considerato positiva la conferma della gran parte della impostazione delle indagini e del primo processo. In particolare si risalta la conferma dell'assenza di prove che includano ETA fra i possibili complici degli attentati.